# Gmina Dąbrowa (Powiat Mogileński)
Die Gmina Dąbrowa ist eine Landgemeinde im Powiat Mogileński der Woiwodschaft Kujawien-Pommern in Polen. Ihr Sitz ist das gleichnamige Dorf (deutsch Kaisersfelde) mit etwa 1100 Einwohnern. 

## Gliederung
Zur Landgemeinde Dąbrowa gehören 14 Dörfer (deutsche Namen bis 1945) mit einem Schulzenamt:
| - Białe Błota - Dąbrowa (Kaisersfelde) - Krzekotowo (Krzekatowo) - Mierucin (Ruhheim) - Mierucinek | - Mokre - Parlin (Parlin) - Parlinek (Parlinek) - Sędowo - Słaboszewko | - Słaboszewo - Sucharzewo (Sucharzewo) - Szczepankowo - Szczepanowo |

## Verkehr
In den Ortsteilen Białe Błota, Mokre, Parlin und Sucharzewo existierten Halte der Bahnstrecke Mogilno–Barcin.